# Peckia lanipes
Peckia lanipes är en tvåvingeart som först beskrevs av Robineau-desvoidy 1830.  Peckia lanipes ingår i släktet Peckia och familjen köttflugor. Inga underarter finns listade i Catalogue of Life.